# Haloniscus searlei
Haloniscus searlei är en kräftdjursart som beskrevs av Charles Chilton 1920. Haloniscus searlei ingår i släktet Haloniscus och familjen Scyphacidae. Inga underarter finns listade i Catalogue of Life.